# Bernache de Hutchins
Branta hutchinsii
Espèce
Statut de conservation UICN

 LC  : Préoccupation mineure
Statut CITES
La bernache de Hutchins (Branta hutchinsii) n'est considérée comme une espèce à part entière que depuis 2004, elle était autrefois classée comme sous-espèce de la Bernache du Canada.

## Taxinomie
Selon la classification de référence du Congrès ornithologique international (14.2, 2025) elle se répartit en 4 sous-espèces :
- Branta hutchinsii leucopareia (Brandt, JF, 1836) — niche sur l'île Béring, le nord des îles Kouriles et les îles Aléoutiennes ;
- Branta hutchinsii minima Ridgway, 1885 — niche dans l'ouest de l'Alaska
- Branta hutchinsii taverneri Delacour, 1951 — niche dans le nord de l'Alaska et au nord du Canada ;
- Branta hutchinsii hutschinsii (Richardson, 1832) — niche au centre-nord du Canada et au Groenland.

La sous-population asiatica Aldrich, 1946 qui nichaient dans le nord des îles Kouriles est disparue depuis 1929. Elle est incluse dans la sous-espèce Branta hutchinsii leucopareia.

## Description
Le plumage est semblable à celui de la Bernache du Canada bien que légèrement plus sombre, la principale différence vient de la taille qui ne dépasse pas les 70 cm de longueur et les 140 cm d'envergure alors que la Bernache du Canada mesure jusqu'à 105 cm.
Cette espèce se distingue aussi par son bec moins allongé et ses cancanements très différents des cris des autres oies, ce qui lui a valu son nom anglais de cackling goose : oie caqueteuse.

## Répartition
Cette espèce niche dans le Canada arctique, l'Alaska et les îles Aléoutiennes. Elle a été ré-introduite aux îles Kouriles. Elle hiverne dans l'ouest et le sud des USA (principalement en Californie) et au Mexique.

## Habitat
Cet oiseau se reproduit dans la toundra.

## Biologie
Le comportement est identique à celui de la bernache du Canada.

## Populations
La bernache de Hutchins a une population estimée à 160 000 individus.

## Philatélie
Cette espèce est figurée sur un timbre du Japon paru le 25/11/1983 (60 y.). Il s'agit de la sous-espèce Branta hutchinsii leucopareia.